# Urgnisten
Urgnisten (også kaldet Algnisten f eks. i Transformers: Animated) (en: The All Spark) er en fiktiv kraft i franchiseserien Transformers. Den indeholder en stor mængde Transformers-gnister, som er Transformernes elektroniske sjæl eller hjerte. Den kaldes også for "Kilden" og "Alle Gnisters Brønd".
Når en Transformers kommer til live overføres en af gnisterne til dennes krop, og når den dør vender den tilbage, og alt hvad Transformeren har set, oplevet og lært bliver lagret i Urgnisten hvor alle Transformeres visdom, lærdom og deres historie findes.
Urgnisten skabte Transformernes skabergud, Primus, som derefter blev skåret i to stykker hvorefter den anden halvdel blev til Unicron, Primus' onde tvillingebro. Primus er nu Herre og Lysguderne mens Unicron kaldes "Planetæderen" og "Kaosbringeren" og "Den Mørke Gud".
Primus kan transformere sig til Cybertron og er planeten selv.
I live action-filmtrilogien forestiller Urgnisten/Algnisten en kubus/terningformet artefakt med indhuggede tegn og skitser, som er i stand til at give selvstændigt liv til normale elektroniske og mekaniske objekter. Den er desuden kilden til liv for alle Transformere. I filmen Transformers fra 2007 bliver den også omtalt som Kubussen (en: The Cube).

## Fodnoter
1. ↑  Michael Bay: Transformers Two-Disc Special Edition, 2007 (Blu-ray)

| Fiktion | Spire Denne artikel om en historie eller noget fiktivt er en spire som bør udbygges. Du er velkommen til at hjælpe Wikipedia ved at udvide den. |